# Толмачёв, Исай Данилович
Исай Данилович Толмачёв (19 августа [1 сентября] 1909, Покровское, Херсонская губерния — 27 сентября 2000, Новокузнецк, Кемеровская область) — советский военный, гвардии младший сержант, наводчик орудия 128-го гвардейского артиллерийского полка (57-я гвардейская стрелковая дивизия, 8-я гвардейская армия, 1-й Белорусский фронт). Полный кавалер ордена Славы.

## Биография
Родился 19 августа (1 сентября) 1909 года в селе Покровское (ныне город Апостолово Днепропетровской области) Херсонской губернии в семье рабочего. Получил начальное образование.
Работал рабочим в Московской геологоразведывательной экспедиции. В 1934—1936 годах по призыву Кизлярского горвоенкомата проходил службу в рядах Красной армии. В декабре 1941 года Фрунзенским райвоенкоматом Алма-Аты был призван вновь. С июля 1942 года на фронтах Великой Отечественной войны. Оборонял Сталинград, освобождал Донбасс и Одессу, форсировал Западный Буг и Вислу, освобождал Польшу, штурмовал Берлин.
После форсирования реки Западный Буг на люблинском направлении гвардии рядовой Толмачёв со своим расчётом в конце июля 1944 года вышел к реке Висла возле города Магнушев Мазовецкого воеводства. 1 августа 1944 года с расчётом переправился на захваченный плацдарм на левом берегу и переправил на него своё орудие. Отбивая контратаки противника, прямой наводкой с открытой огневой позиции уничтожил станковый пулемёт и до взвода солдат противника. В бою был ранен, но после оказания первой помощи поля боя не покинул, продолжая вести огонь. Приказом по 57-й гвардейской стрелковой дивизии от 28 августа 1944 года награждён орденом Славы 3-й степени.
В ходе Висло-Одерской операции гвардии младший сержант Толмачёв огнём своего орудия 29 января 1945 года возле населённого пункта Шарциг (ныне Шарч, Любушское воеводство) уничтожил 2 миномёта противника и до взвода солдат.
30 января в ночном бою за населённый пункт Глайсен уничтожил до 15 солдат противника и разрушил опорный пункт противника, расположенный в каменном доме.
2 февраля при обнаружении автоколонны противника возле местечка Альт-Лиммеритц (ныне Лемежице), расчёт быстро развернул орудие и открыл огонь по противнику. 3 автомашины с боеприпасами были уничтожены. Приказом по 8-й гвардейской армии гвардии младший сержант Толмачёв 26 марта 1945 года был награждён орденом Славы 2-й степени.
27 апреля 1945 года в уличных боях в Берлине, поддерживая атакующую пехоту, гвардии младший сержант Толмачёв огнём своего орудия уничтожил противотанковое орудие, укреплённую огневую точку и около взвода солдат противника. Указом Президиума Верховного Совета СССР от 15 мая 1946 года награждён орденом Славы 1-й степени.
Гвардии младший сержант Толмачёв был демобилизован в октябре 1945 года. Переехал в город Новокузнецк, где работал в отделе вневедомственной охраны при Кузнецком РОВД. В 1984 году вышел на пенсию. В 1985 году в ознаменование 40-летия Победы он был награждён орденом Отечественной войны 1-й степени.
Умер 27 сентября 2000 года в Новокузнецке.